# Discografia de Maite Perroni
A discografia de Maite Perroni, uma cantora, atriz e compositora mexicana, consiste em um álbum de estúdio, sete singles (incluindo um como artista convidada), oito videoclipes, dezesseis trilhas sonoras, cinco singles promocionais e três turnês.
Maite integrava, entre os anos de 2004 e 2009 o grupo musical mexicano RBD, com o qual chegou a lançar seis álbuns de estúdio, 3 discos gravados ao vivo, mais de 20 singles e seis álbuns de vídeo, além de outras obras. Ainda com o grupo, Maite visitou 23 países e 116 cidades, vendeu mais de 20 milhões de discos e 4 milhões de DVDs.
Em 2012, Perroni assinou contrato com a gravadora Warner Music e em agosto do mesmo ano lançou o single promocional "Te daré mi corazón" por meio do iTunes Store. Em 27 de agosto de 2013, lançou seu primeiro álbum solo de estúdio, Eclipse de luna. 
Em 2016, Maite pretendia lançar seu EP Love com músicas inéditas, divulgou, inclusive o single e videoclipe "Adicta" que permaneceu semanas durante paradas de sucesso, mas de última hora a gravadora Warner Music Latin resolveu que seria melhor evitar o lançamento do EP e dar uma pausa, para futuramente lançar o segundo CD, já que fazia 4 anos que o selo não lançava um álbum da cantora. Maite não achou uma má ideia dar uma pausa para um grande lançamento previsto ainda para 2017. O fruto desse lançamento já pode ser visto por "Loca", música em parceria com Cali & El Dandee, o videoclipe foi o vídeo de uma ex RBD e de uma mexicana em carreira solo mais visto em 24 horas e atingiu em menos de 24 horas um milhões de visualizações, chegando atualmente a mais de 300 milhões de visualizações. A música também já vendeu mais de 5 milhões de streamings e foi número 1 em várias paradas de rádio, Spotify, Deezer e iTunes.

## Álbuns

### Álbuns de estúdio
| Título          | Detalhes do Álbum                                                                       | Melhores Posições      | Melhores Posições          | Melhores Posições | Melhores Posições      |
| Título          | Detalhes do Álbum                                                                       | Billboard Latin Albums | Billboard Latin Pop Albums | Top100 Ampronfon  | Top20 Español Amprofon |
| --------------- | --------------------------------------------------------------------------------------- | ---------------------- | -------------------------- | ----------------- | ---------------------- |
| Eclipse de Luna | - Lançamento: 27 de agosto de 2013 - Gravadora: Warner - Formatos: CD, download digital | 9                      | 2                          | 6                 | 3                      |

### Extended play(EP)
| Título              | Detalhes do Álbum                                                                  |
| ------------------- | ---------------------------------------------------------------------------------- |
| Brazilian Tour 2010 | - Lançamento: Agosto de 2010 - Gravadora: Casa da Musica - Formato: CD promocional |

## Singles

### Como artista principal
| Ano  | Canção                                  | Melhores Posições        | Melhores Posições                | Melhores Posições  | Melhores Posições        | Melhores Posições         | Melhores Posições         | Melhores Posições              | Melhores Posições   | Certificações                                                                          | Álbum                         |
| Ano  | Canção                                  | Billboard México Airplay | Billboard México Español Airplay | Monitor Latino Pop | Hot10 Monitec Costa Rica | Billboard Hot Latin Songs | Billboard Latin Pop Songs | Billboard Greece Digital Songs | Spain Top 100 Songs | Certificações                                                                          | Álbum                         |
| ---- | --------------------------------------- | ------------------------ | -------------------------------- | ------------------ | ------------------------ | ------------------------- | ------------------------- | ------------------------------ | ------------------- | -------------------------------------------------------------------------------------- | ----------------------------- |
| 2011 | "A Partir de Hoy" (com Marco Di Mauro)  | 2                        | 1                                | 3                  | 1                        | 44                        | 24                        | —                              | —                   |                                                                                        | Algo Que Me Faltaba           |
| 2013 | "Tú y Yo"                               | 9                        | 4                                | 25                 | 1                        | —                         | 21                        | 10                             | —                   | - : Ouro                                                                               | Eclipse de Luna               |
| 2013 | "Eclipse de Luna"                       | 27                       | 12                               | 43                 | 5                        | —                         | —                         | —                              | —                   |                                                                                        | Eclipse de Luna               |
| 2014 | "Vas a Querer Volver"                   | 13                       | 6                                | 18                 | 3                        | —                         | 19                        | —                              | —                   |                                                                                        | Eclipse de Luna               |
| 2014 | "Todo Lo Que Soy" (com Alex Ubago)      | 24                       | 6                                | 17                 | 2                        | —                         | —                         | —                              | —                   |                                                                                        | Eclipse de Luna               |
| 2016 | "Adicta"                                | 35                       | 6                                | 17                 | 26                       | —                         | —                         | —                              | —                   |                                                                                        | Não adicionado à nenhum álbum |
| 2017 | "Loca" (com Cali & El Dandee)           | 27                       | 14                               | —                  | 41                       | —                         | 30                        | —                              | 53                  | - : 2× Platina - : Platina - : Platina - : Platina - : Ouro - : Ouro - : Ouro - : Ouro | Não adicionado à nenhum álbum |
| 2018 | "Como Yo Te Quiero" (com Alexis & Fido) | —                        | 12                               | —                  | —                        | —                         | —                         | —                              | —                   | - : Ouro                                                                               | Não adicionado à nenhum álbum |
| 2018 | "Bum Bum Dale Dale" (com Reykon)        | —                        | 15                               | —                  | —                        | —                         | —                         | —                              | —                   |                                                                                        | Não adicionado à nenhum álbum |
| 2019 | "Sin Ti" (com Axel Muñiz & Juan Magán)  | 21                       | 8                                | —                  | —                        | —                         | —                         | —                              | —                   |                                                                                        | Não adicionado à nenhum álbum |

### Singlespromocionais
| Ano  | Canção                          | Álbum                         |
| ---- | ------------------------------- | ----------------------------- |
| 2012 | "Te Daré Mi Corazón"            | Não adicionado à nenhum álbum |
| 2013 | "Inexplicable" (com Thiaguinho) | Eclipse de Luna               |
| 2014 | "Como se Explica o Amor?"       | Eclipse de Luna               |
| 2019 | "Love"                          | Não adicionado à nenhum álbum |
| 2019 | "Roma" (com Mr. Rain)           | Não adicionado à nenhum álbum |

### Como artista convidada
| Ano  | Canção                                                                   | Álbum                                     |
| ---- | ------------------------------------------------------------------------ | ----------------------------------------- |
| 2009 | "Mi Pecado" (Reik com Maite Perroni)                                     | Un Día Más                                |
| 2018 | "¿Quién Es Ese?" (Carlos Baute com Maite Perroni & Juhn)                 | De Amor y Dolor                           |
| 2018 | "Si Tú Quisieras" (Antonio José com Maite Perroni)                       | A Un Milímetro de Ti y Cada Vez Más Cerca |
| 2019 | "Destino o Casualidad (Destino ou Acaso)" (Roupa Nova com Maite Perroni) | Novas do Roupa                            |

## Vídeos musicais
| Ano  | Canção                 | Direção                     |
| ---- | ---------------------- | --------------------------- |
| 2013 | "Tú y yo"              | Koko Stambuk                |
| 2013 | "Eclipse de Luna"      | Koko Stambuk                |
| 2014 | "Vas A QAuerer Volver" | Koko Stambuk                |
| 2014 | "Todo Lo Que Soy"      | Koko Stambuk                |
| 2016 | "Adicta"               | Marc Klasfeld, Koko Stambuk |
| 2017 | "Loca"                 | David Bohorquez             |
| 2018 | "Como Yo Te Quiero"    | The Broducers               |
| 2018 | "¿Quién Es Ese?"       | The Broducers               |
| 2018 | "Bum Bum Dale Dale"    | Lexx                        |